# Jakobus Linden
Jakobus Linden (* 28. März 1886 in Poppelsdorf; † 7. März 1950 in Bonn) war ein deutscher Bildhauer.

## Leben
Lindens Vater war Keramiker an der kurfürstlichen Porzellanmanufaktur in Poppelsdorf. Nach Studienaufenthalten in Karlsruhe und München ging Linden nach Köln, wo er im Atelier seines Lehrers Karl Menser arbeitete. Er gestaltete zusammen mit Menser den Figurenschmuck am Oberlandesgericht Köln (Reichenspergerplatz). Linden folgte seinem Lehrer nach Bonn (Menser war als Akademischer Zeichenlehrer an die Universität Bonn berufen worden). 1919 machte sich Linden in Poppelsdorf als Bildhauer selbständig. Er engagierte sich im Bonner Künstlerbund. Lindens Spezialität waren Mahnmale zum Gedenken an die Gefallenen des Ersten Weltkriegs, sakrale Bildwerke und Porträtbüsten (z. B. Trude Hesterberg, Gert Fröbe, Gerhard Fieseler, Friedrich Schiller, Gerhart Hauptmann, Ludwig van Beethoven). Bonn beauftragte Linden kurz vor seinem Tod mit der Restaurierung des Brückenmännchens, einer im Zweiten Weltkrieg beschädigten Figur an der Beueler Rheinbrücke (Kennedybrücke). Linden liegt auf dem Poppelsdorfer Friedhof begraben. Wenn man Lindens Werk einer Stilrichtung zuordnen will, dann am ehesten einer zwischen Realismus und Expressionismus (etwa wie Barlach). Linden hing dem Figürlichen an, bis hin zum Kunsthandwerklichen. Er verstand sich nicht als Neuerer.

## Werk (Auswahl)
- Justitia (vor 1911, zusammen mit Menser) am Oberlandesgericht Köln
- Rosen streuender Engel (1928) am Grab der Familie Metzmacher auf dem Poppelsdorfer Friedhof
- Sebastian (1929), Gefallenenmal in Stieldorf (vor 1960 abgerissen)
- Junge Frau mit Schale (um 1930), Kopie von 1976 an Gangolfstraße in Bonn[6]
- Gesenkte Fahne (1930), Gefallenenmal für deutsche Soldaten jüdischen Glaubens auf dem jüdischen Friedhof in Bonn (Augustusring / Römerstraße)
- Kruzifix (1930), Bronzefigur, Privatbesitz
- Schutzmantelmadonna (1931[7]), Gefallenenmal in Swisttal-Buschhoven
- Segnender Christus (1940er), Kunststeinfigur, seit 1945 im Grenzgebiet Bornheim / Alfter unterhalb des Heimatblicks (Friedensweg Alfter-Roisdorf)
- Kreuzweg (1944–1946) in der Herz-Jesu-Kirche Rheine
- Christus und Judas (1945), Herz-Jesu-Kirche Rheine
- Beethoven (1949), Steinbüste, heute in Tokio
- Pietà (1949) auf Lindens Grab in Bonn-Poppelsdorf
- Gefallenenmal in Bornheim-Hemmerich
- Christusrelief am Grab der Familie Schaden in Bornheim-Roisdorf
- Flucht nach Ägypten, Plastik im Besitz der Familie Heuss
- Daniel in der Löwengrube, Bronzeplastik

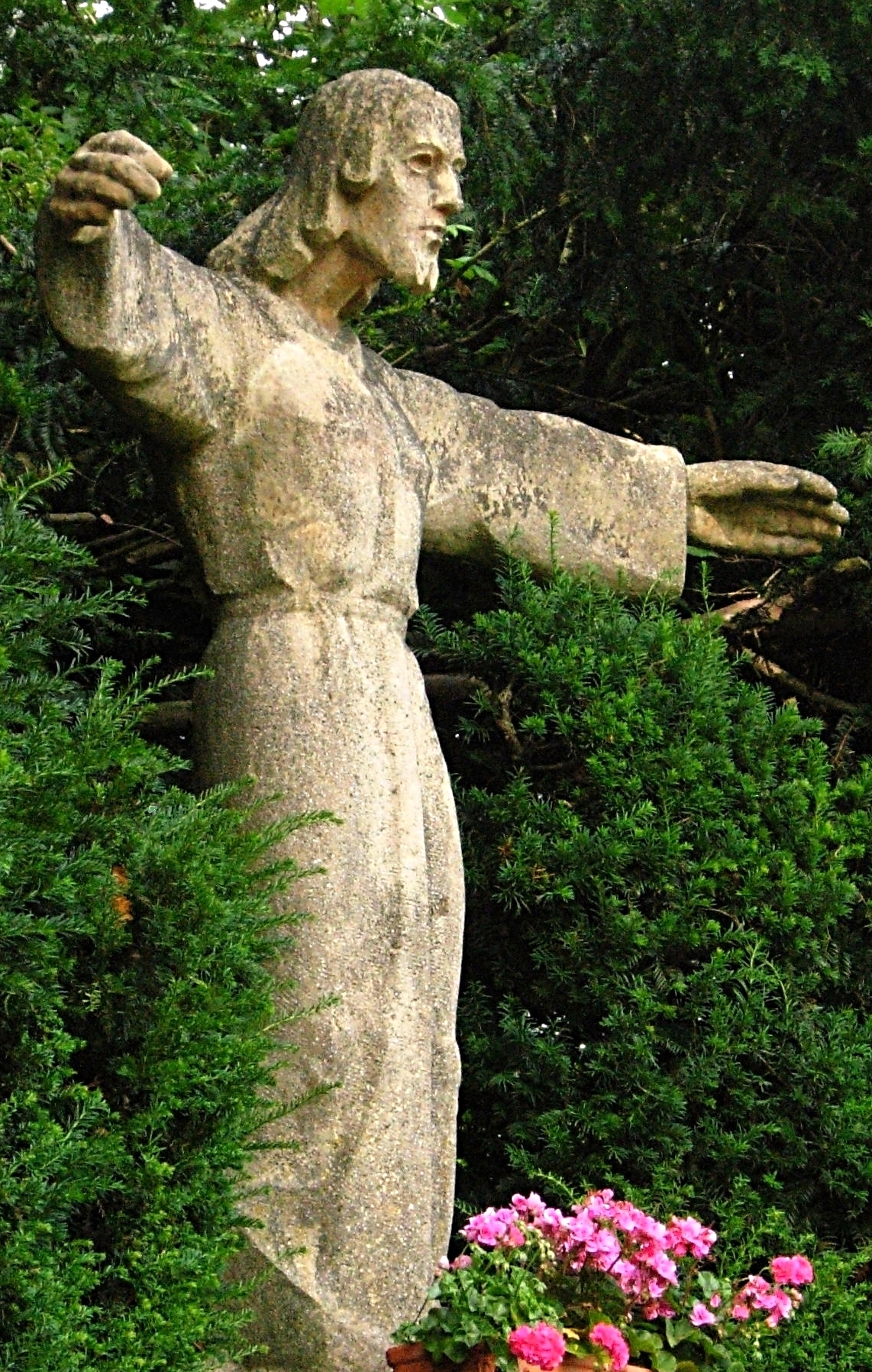
Christus in Alfter
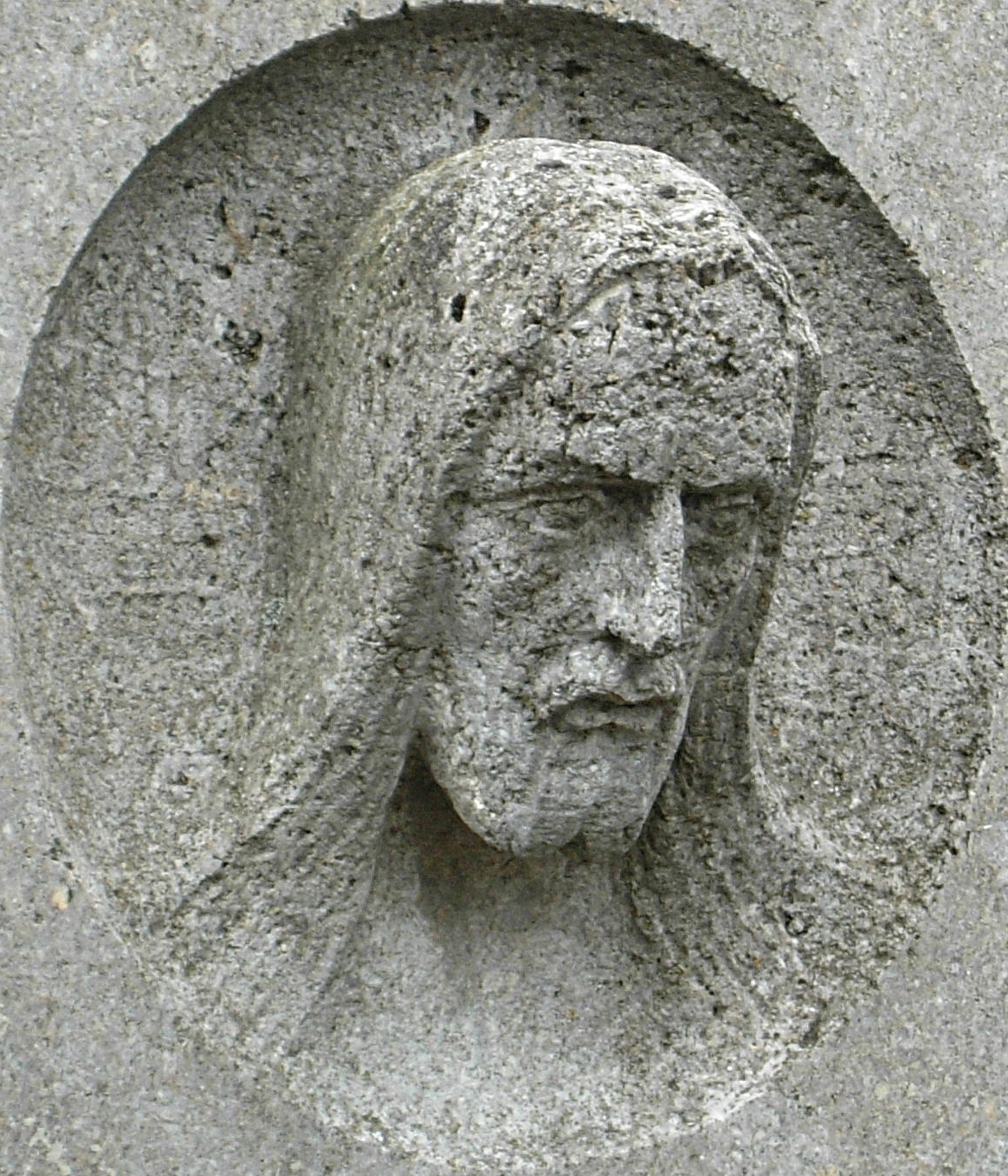
Christusrelief in Roisdorf
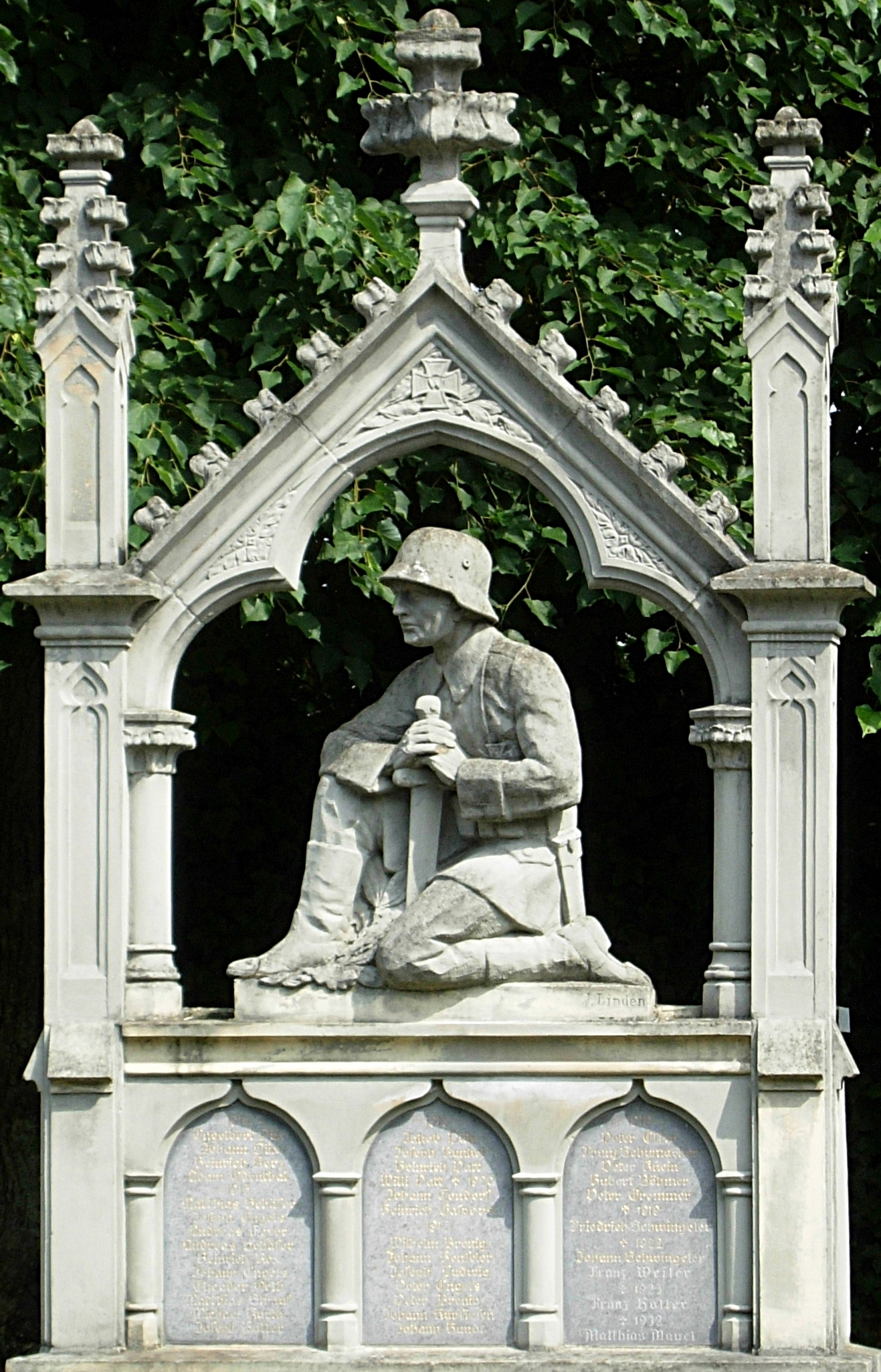
Gefallenenmal in Hemmerich
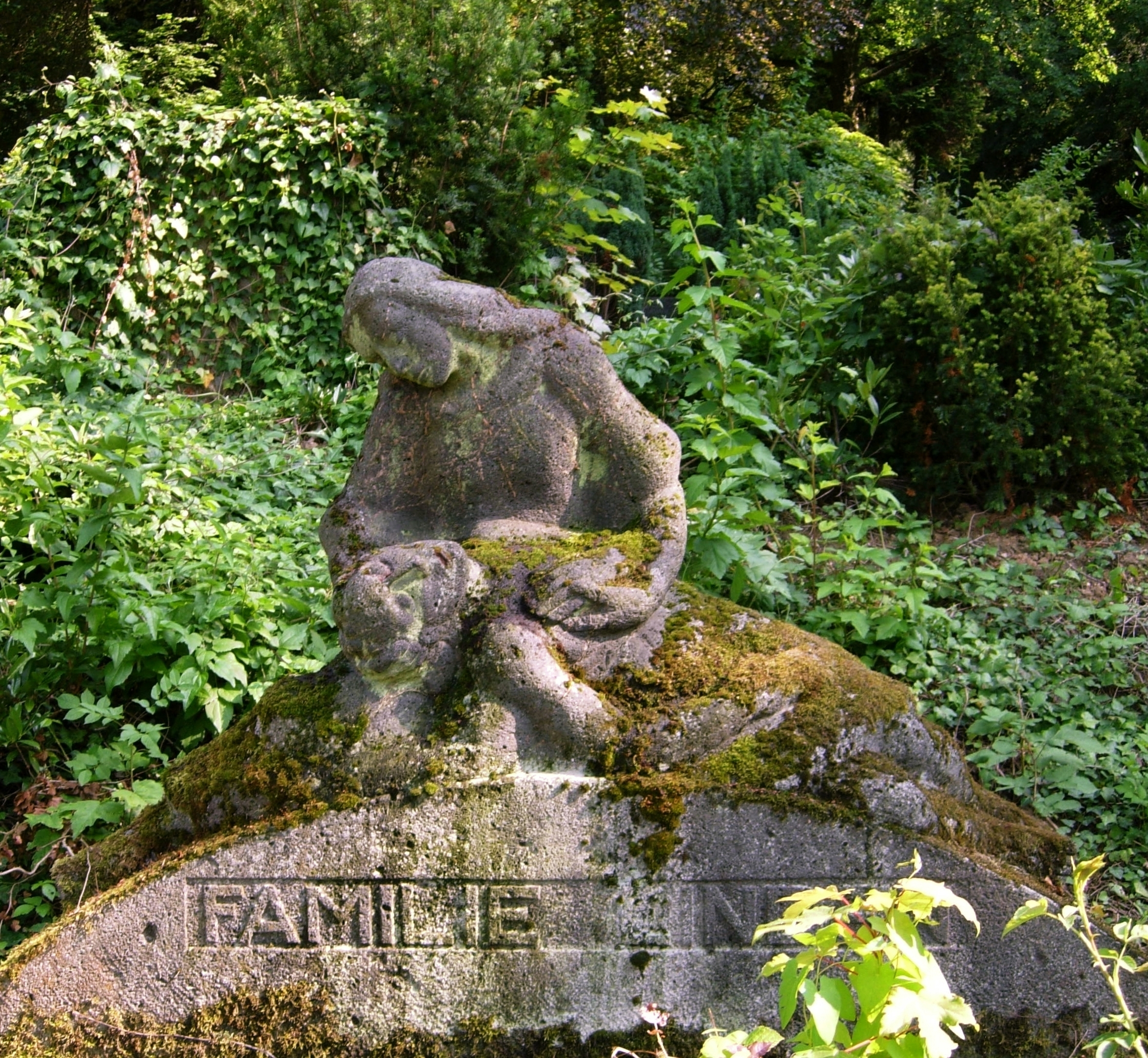
Pietà in Poppelsdorf
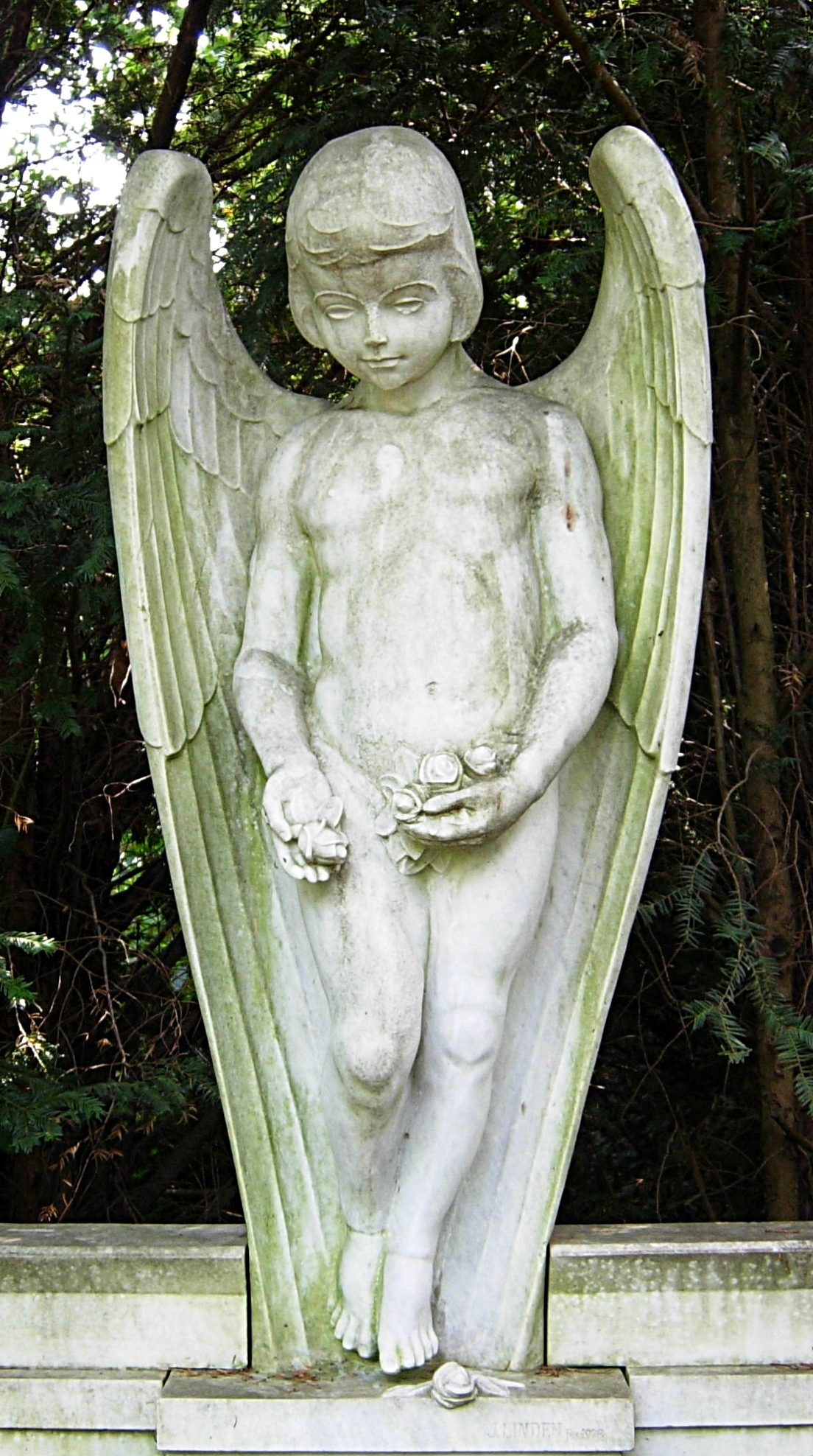
Engel in Poppelsdorf
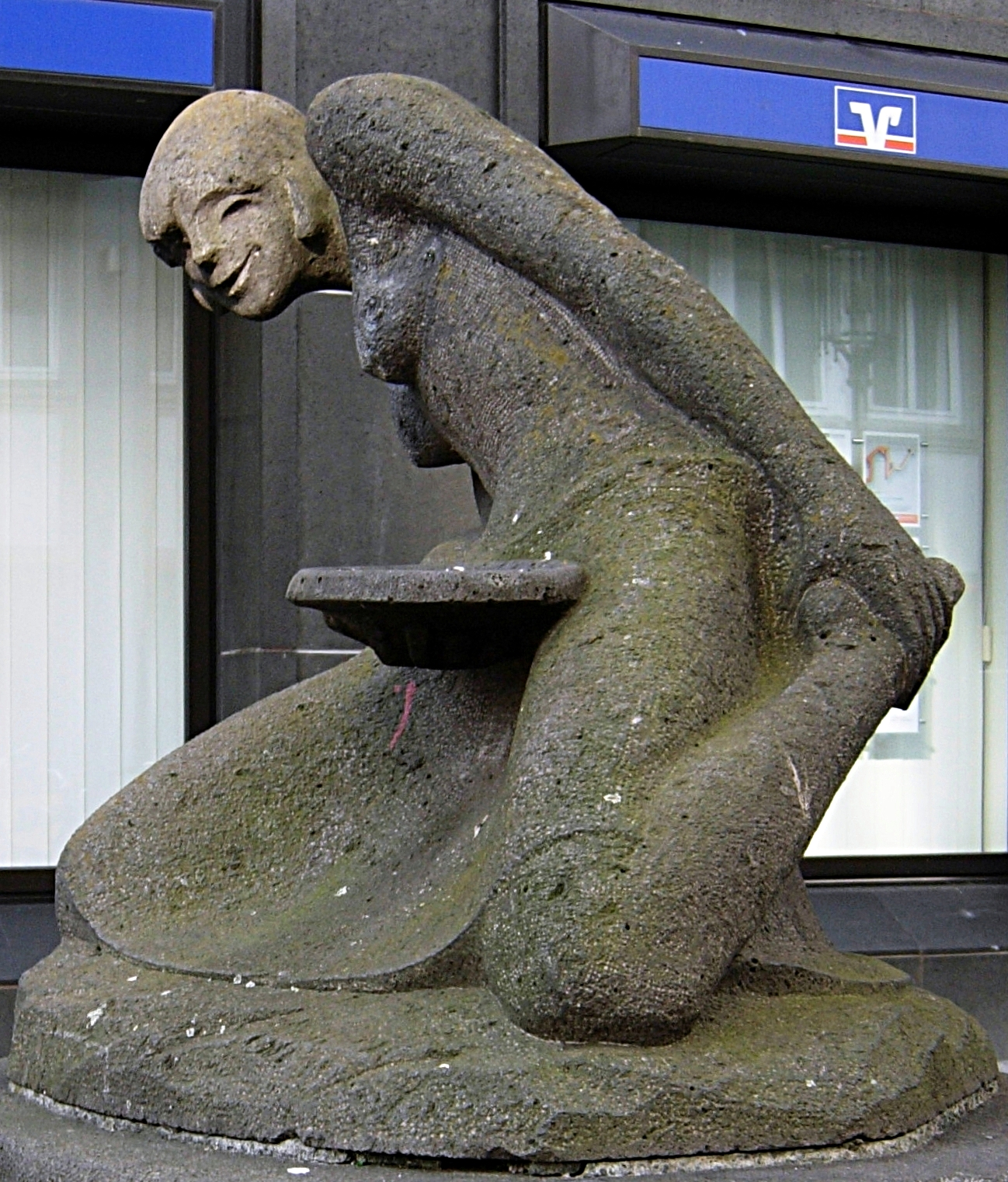
Junge Frau mit Schale in der Bonner Innenstadt